# Leporinus boehlkei
Leporinus boehlkei is een straalvinnige vissensoort uit de familie van de kopstaanders (Anostomidae). De wetenschappelijke naam van de soort is voor het eerst geldig gepubliceerd in 1988 door Garavello.